# Servanches
Servanches é uma comuna francesa na região administrativa da Nova Aquitânia, no departamento Dordonha. Estende-se por uma área de 19,83 km². Em 2010 a comuna tinha 85 habitantes (densidade: 4,3 hab./km²).